# 버클

버클(buckle)은 두 개의 느슨한 끝을 고정하는 데 사용되는 장치로, 한쪽 끝은 부착되어 있고 다른 쪽 끝은 안전하면서도 조정 가능한 방식으로 캐치로 고정되어 있다. 종종 당연한 것으로 여겨지는 버클의 발명은 지퍼의 발명 이전에 양쪽 끝을 고정하는 데 없어서는 안 될 요소였다. 기본 버클 프레임은 시대의 용도와 패션에 따라 다양한 모양과 크기로 출시된다. 버클은 과거와 마찬가지로 오늘날에도 많이 사용되고 있다. 단순히 벨트를 고정하는 것 이상의 용도로 사용되며 대신 다양한 품목을 고정하는 데 가장 신뢰할 수 있는 장치 중 하나이다.
"버클"이라는 단어는 고대 프랑스어와 라틴어 buccula 또는 헬멧의 경우 "뺨 끈"을 통해 중세 영어에 들어간다. 알려진 최초의 버클 중 일부는 로마 군인들이 방탄복을 묶어서 발테우스와 띠에 눈에 띄게 묶는 데 사용했던 것이다. 값비싼 청동으로 제작된 이 버클은 병사 개개인에게 꼭 필요한 강도와 내구성 때문에 순전히 기능적이었다. 발드릭은 칼을 들고 오른쪽 어깨부터 왼쪽 허리까지 대각선으로 착용하는 후기 벨트이므로 버클은 로마 군인의 갑옷만큼 중요했다.
청동 로마 버클은 다양한 유형으로 제공된다. 이 버클은 실용적인 목적으로 사용될 뿐만 아니라 장식도 되어 있다. 유형 I 로마 버클은 장식되거나 단순하며 기하학적 장식으로 구성된 "버클 플레이트"였다. 유형 IA 로마 버클은 유형 I 버클과 유사하지만 길고 좁으며 이중 판금으로 만들어졌으며 작은 D자형 버클(주로 장식으로 돌고래 머리가 있음)에 부착된다는 점이 다르다. 유형 IB "버클 루프"는 유형 IA 버클과 훨씬 더 유사했지만 차이점은 돌고래 머리 대신 말 머리로 장식되었다는 것이다. 로마인들이 사용하는 유형 II 버클(유형 IIA 및 유형 IIB)도 있었지만 모든 유형의 로만 버클은 단순한 의류용으로도 사용되었으며 주로 군사용으로 사용되었다.
로마식 버클의 실용적인 용도 외에도 스키타이식 버클과 사르마티아식 버클에는 각각의 장식 예술에 특징적인 동물 모티프가 포함되어 있다. 이러한 모티프는 종종 치명적인 전투에 참여하는 동물을 나타낸다. 이러한 모티프는 많은 게르만 민족에 의해 수입되었으며 벨트 버클은 프랑크족과 부르고뉴족의 무덤에서 분명하게 나타났다. 그리고 중세시대를 거치면서 버클은 주로 장식용으로 사용되었으며, 14세기 후반 기사의 허리띠와 버클이 가장 화려한 형태를 갖추게 되었다.
버클은 향상된 제조 기술로 인해 일반 대중이 사용할 수 있는 더 저렴한 성형품을 쉽게 생산할 수 있게 된 15세기까지 부유한 사람들만을 위한 것으로 남아 있었다.

## 같이 보기
- 걸쇠